# Te Rerenga
Te Rerenga est une localité située sur les berges du mouillage de Whangapoua (en), situé dans la Péninsule de Coromandel, sur l’Île du Nord de la Nouvelle-Zélande.

## Situation
La ville est traversée par la route State Highway 25 /S H 25 (en). 
La ville de Coromandel est à 12 km vers l’ouest. 
La ville d’Whitianga siège au sud-est. 
La rivière Waitekuri et le fleuve Opitonui s’écoulent à partir de la chaîne de Coromandel (en) dans l’ouest et le sud à travers le secteur pour se drainer dans le mouillage de Whangapoua Harbour (en)  ,  .

## Population
La population de la ville de Te Rerenga était de 942 habitants en 2006 , mais
la population pour les statistiques de l’ensemble du district de Te Rerenga était de 4 173 habitants en 2006 lors du recensement, en augmentation de 387 habitants par rapport à 2001.
Le district statistique couvre l’ensemble de la moitié nord de la péninsule de Coromandel à l’exception de la ville de Coromandel et celle de Whitianga, sauf la localité de Te Rerenga.

## Éducation
L’école de Te Rerenga School est une école primaire mixte allant de l’année 1 à  8 avec un taux de décile de 5 et un effectif de 76 élèves . 
L’école a célébré son centenaire en  2008.